# Sul Cearense
Sul Cearense è una mesoregione dello Stato del Ceará in Brasile.

## Microregioni
È suddivisa in 5 microregioni:
- Barro
- Brejo Santo
- Cariri
- Caririaçu
- Chapada do Araripe